# Rumjana Želeva
Rumjana Želeva (in bulgaro Румяна Русева Желева?; Nova Zagora, 18 aprile 1969) è una politica bulgara.

## Formazione
Želeva si laureò in sociologia presso l'Università di Bielefeld nel 1995. Studiò presso l'università di Sofia e l'Università libera di Berlino e conseguì un dottorato di ricerca in sociologia presso l'università "Otto von Guericke" di Magdeburgo nel 2003.

## Carriera politica
Quando la Bulgaria entrò nell'Unione europea nel 2007, Želeva venne eletta membro del Parlamento europeo e guidò la delegazione bulgara nel Partito Popolare Europeo. Fece parte della commissione parlamentare per lo sviluppo regionale e della delegazione del Parlamento per le relazioni con i paesi del Mashrek. Venne rieletta alle elezioni europee del 2009 e fu per un breve periodo vicepresidente del gruppo parlamentare del Partito Popolare Europeo e membro della commissione parlamentare per gli affari esteri e della sottocommissione per la sicurezza e la difesa.

### Ministro degli esteri
Želeva era un'esponente di spicco del partito Cittadini per lo Sviluppo Europeo della Bulgaria. Dopo la vittoria alle elezioni politiche bulgare del 2009 Želeva venne nominata ministro degli affari esteri nel luglio 2009 nell'ambito del governo guidato da Bojko Borisov e si dimise dal Parlamento europeo. Svolse l'incarico di ministro fino al gennaio 2010.

### Mancata nomina come commissario europeo
Nell'autunno 2009 il governo bulgaro indicò Želeva come commissario europeo della Bulgaria nell'ambito della Commissione Barroso II allora in via di formazione, e José Manuel Barroso le assegnò il portafoglio della cooperazione internazionale, degli aiuti umanitari e della risposta alle crisi.
Želeva fu costretta a rinunciare alla nomina dopo i gravi limiti emersi durante la sua audizione davanti al Parlamento europeo. Želeva non riuscì a fare sufficiente chiarezza sui suoi interessi finanziari e sui suoi rapporti con la società di consulenza bulgara Global Consult. Jeleva apparve poco preparata nei settori toccati dal suo portafoglio e si mostrò arrogante e poco capace di parlare correntemente lingue straniere. Vennero inoltre sollevate accuse riguardanti i rapporti tra suo marito e la mafia.
In seguito alle polemiche e alle critiche sollevate dalla sua audizione, il 19 gennaio 2010 Želeva annunciò la sua rinuncia al posto di commissario europeo e si dimise anche da ministro degli esteri, ritirandosi dalla carriera politica. Kristalina Georgieva prese il suo posto come commissario europeo e Nikolaj Mladenov subentrò a Želeva come ministro degli esteri della Bulgaria.